# Begijnebolwerk
Begijnebolwerk was een aarden bolwerk dat diende in de verdediging van de Nederlandse stad Utrecht. Het was gelegen in het noordelijke deel van het oude stadscentrum aan de Stadsbuitengracht (Weerdsingel).
Het bolwerk is omstreeks 1580 onder leiding van de vestingbouwkundige Adriaen Anthonisz tezamen met vier andere bolwerken (Lepelenburg, Lucasbolwerk, Mariabolwerk, en Wolvenburg) aangelegd om de stadsverdediging te moderniseren. Het Begijnebolwerk is aangelegd even ten noorden van het Begijnhof. Om ruimte te scheppen voor het bolwerk is de loop van de verdedigingsgracht om de stad op deze locatie verlegd. De bouw van deze serie van bolwerken was de laatste modernisering van de verdedigingswerken in de stad totdat in de 19e eeuw de Nieuwe Hollandse Waterlinie met een aantal forten bij Utrecht werd aangelegd. In 1830 werd gestart met de sloop van de oude stadsverdediging. Het gebied met het Begijnebolwerk werd als eerste gesloopt. Al spoedig verrees nieuwbouw in de vorm van gebouwen op de locatie van het Begijnebolwerk. De contouren van het bolwerk zijn vandaag de dag nog te zien.